# المجموعة الفردانية P
المجموعة الفردانية P أو P-F5850 أو K2b2 والمعرُوفة اختصارًا باسم السُّلالة P هي مجموعة فردانيَّة بشريَّة ذكوريَّة في علم الوراثة البشري.
تنقسم المجموعة الفردانية K2b إلى فرعين أساسيين K2b1 (وتُعرف MS سابقًا) وK2b2 (والتي تُعرف بـ P). تم العثور على السُّلالة P في جنوب شرق آسيا. الفروع الرئيسية (المجموعات) لـ P-F580 هي P-P295 (P1a) والتي توجد بين جنوب وجنوب شرق آسيا وكذلك سكان أوقيانوسيا، P-FT292000 (P1b، P3 سابقًا) مع توزيع غير معروف، وP- M45 (P1) شائع بين السيبيريين وآسيا الوسطى. بينما الفرع P-M45 (P1c) هي العقدة الأصلية للسُّلالة Q والسُّلالة R.
تشمل الفئات الفرعية الرئيسية للمجموعات الفردانية P-M45 وQ وR الآن معظم الذكور بين الأوروبيين والأمريكيين الأصليين وجنوب آسيا ووسط آسيا.

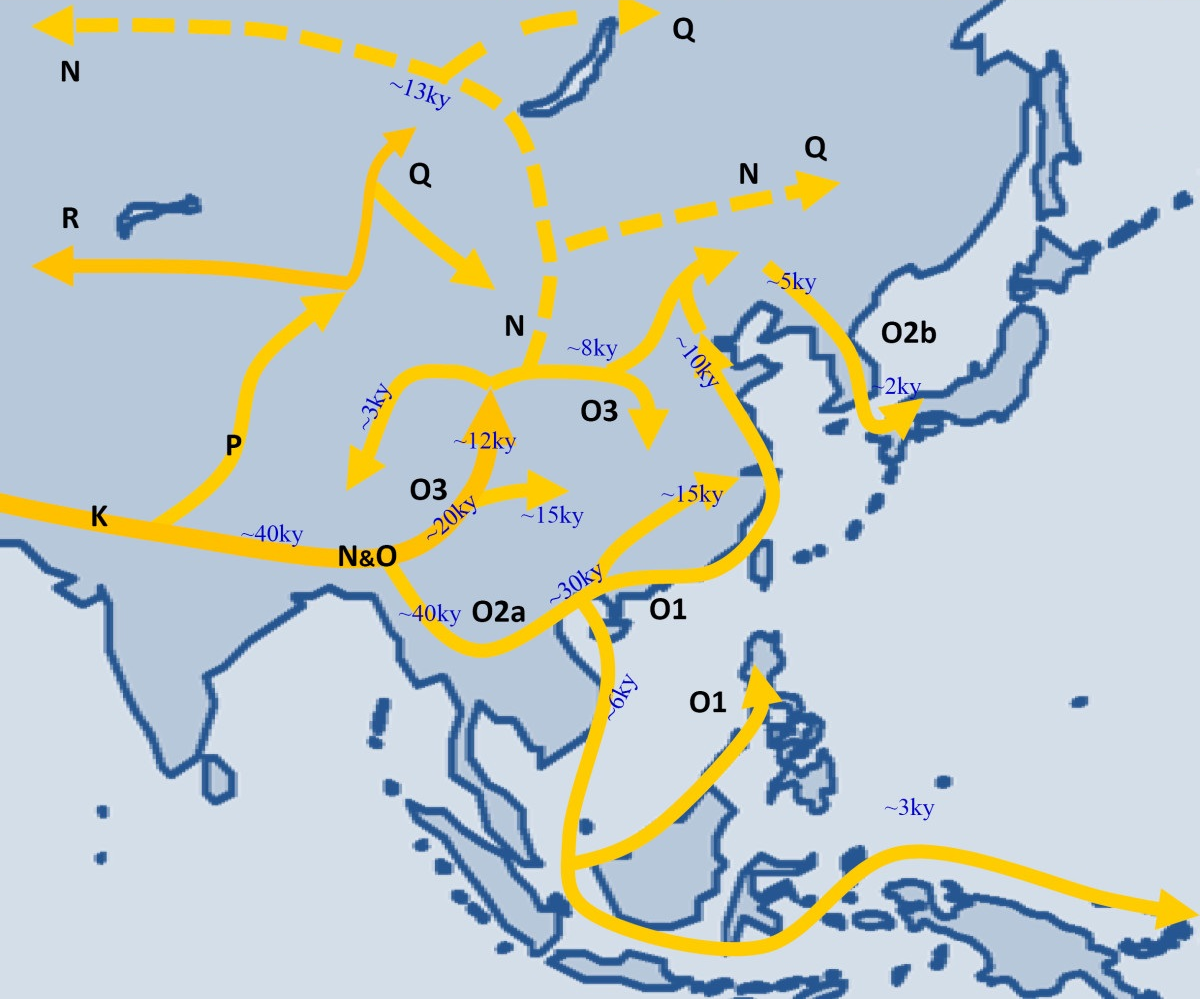
طرق الهجرة المقترحة للسُّلالة P وغيرها.

تشير الباحثة كارافيت وآخرون. أن أصل وانتشار السُّلالة P إما من جنوب آسيا أو جنوب شرق آسيا كجزء من التشتت البشري المبكر، استنادًا إلى توزيع الفئات الفرعية المصنفة الآن على أنها P-P295 (الآن P1a)، والمزيد من الفروع الحيوية القديمة مثل K1 وK2 .. ومع ذلك، فإن الباحثين المذكورين يذكرون أن هذه الفرضية هي "بارسيمونيوس" ومن المحتمل أيضًا أنها نشأت في مكان آخر في أوراسيا ثم انقرضت هناك لاحقًا.  بينما يشير الباحثان هالاست، وأجدزويان، وغيرهم إلى أن المجموعات الفردانية الأوراسية الأجداد C وD وF، وأنها إما توسعت وانتشرت من الشرق الأوسط أو من جنوب شرق آسيا. استنادًا إلى التوزيع الحديث للأنساب الأساسية، يقترح المؤلفون جنوب شرق آسيا كمكان لتوزيع جميع الأنساب الأوراسية، قبل الانقسام بين سكان غرب أوراسيا وشرق أوراسيا (بما في ذلك أوقيانوسيا).
ووفقًا لدراسة أجراها عالم الوراثة سبنسر ويلز، فإن السُّلالة K، والتي تنحدر منها السُّلالة P، قد نشأت في الشرق الأوسط أو آسيا الوسطى. من المحتمل أن المجموعة الفردانية P قد تشعبت في مكان ما في جنوب آسيا إلى P1 (الآن P1c)، والتي توسعت إلى سيبيريا وشمال أوراسيا، وإلى P2 (الآن P1a)، والتي توسعت إلى أوقيانوسيا وجنوب شرق آسيا.

## التوزيع
يوجد فرعها المُنحدر منها P1(xP1c) بمستويات منخفضة إلى متوسطة بين المجموعات المختلفة في جنوب شرق آسيا وجنوب غرب المحيط الهادئ وشرق آسيا.
بينما تم العثور على السُّلالة الفرعيَّة P1 بأعلى معدل بين شعب أيتا في الفلبين، وهم شعب أصلي في جزيرة لوزون حيث تشكل من مجموعات قديمة مختلفة، مثل الأوقيانوسيين والشعوب الأسترونيزية من تايوان. كما تُعتبر السُّلالة P1 هو الأكثر شيوعًا بين الأفراد في سيبيريا وآسيا الوسطى ، وكذلك في جنوب آسيا بتردد أقل.
تم العثور على الجذر المُتفرع والمُتحدر منها P* (P-PF5850*) بين عينة شعب جيهاي في ماليزيا. وتم العثور على P1 أيضًا في إحدى جزر أندمان التاريخية في القرن التاسع عشر.

## روابط خارجية
- انتشار السُّلالة P، من مشروع جينوغرافيك، ناشيونال جيوغرافيك